# Eerste Kamerverkiezingen 1865
De Eerste Kamerverkiezingen 1865 waren reguliere Nederlandse verkiezingen voor de Eerste Kamer der Staten-Generaal. Zij vonden plaats op 11 juli 1865.
De verkiezingen werden gehouden voor een derde deel van de zittende leden van de Eerste Kamer van wie de zittingstermijn afliep. Bij deze verkiezingen kozen de leden van Provinciale Staten - die bij de Statenverkiezingen in mei 1865 gekozen waren - in negen kiesgroepen naar provincie dertien nieuwe leden.
De uitslag van de verkiezingen was als volgt:
| Groepering          | Zetels | Zetels | Zetels | Zetels | Zetels | Zetelverdeling naar provincie | Zetelverdeling naar provincie | Zetelverdeling naar provincie | Zetelverdeling naar provincie | Zetelverdeling naar provincie | Zetelverdeling naar provincie | Zetelverdeling naar provincie | Zetelverdeling naar provincie | Zetelverdeling naar provincie | Zetelverdeling naar provincie | Zetelverdeling naar provincie |
| Groepering          | 1862   | Af     | Bij    | 1865   | +/−    | Gr                            | F                             | D                             | O                             | Ge                            | U                             | NH                            | ZH                            | Z                             | NB                            | L                             |
| ------------------- | ------ | ------ | ------ | ------ | ------ | ----------------------------- | ----------------------------- | ----------------------------- | ----------------------------- | ----------------------------- | ----------------------------- | ----------------------------- | ----------------------------- | ----------------------------- | ----------------------------- | ----------------------------- |
| liberalen           | 12/13  | 3      | 4      | 14     | +1     | 2                             | 3                             |                               | 1                             | 1                             |                               |                               | 5                             |                               | 2                             |                               |
| gematigde liberalen | 14/13  | 6      | 6      | 13     | 0      |                               |                               |                               | 1                             | 1                             |                               | 3                             | 1                             | 1                             | 3                             | 3                             |
| conservatieven      | 13     | 4      | 3      | 12     | −1     |                               |                               | 1                             | 1                             | 3                             | 2                             | 3                             | 1                             | 1                             |                               |                               |
| totaal              | 39     | 13     | 13     | 39     | 0      | 2                             | 3                             | 1                             | 3                             | 5                             | 2                             | 6                             | 7                             | 2                             | 5                             | 3                             |

## Gekozenen
Bij deze verkiezingen waren dertien leden aftredend, van wie elf herkozen werden. De stemmingen voor de overige vacatures hadden de volgende resultaten: 
- Door Provinciale Staten van Friesland werd Gijsbertus Schot (liberalen) gekozen die de aftredende afgevaardigde Tjaard van Andringa de Kempenaer (conservatieven) versloeg met 30 tegen 13 stemmen.
- Door Provinciale Staten van Zuid-Holland werd Albertus Duymaer van Twist (gematigde liberalen) gekozen in de vacature ontstaan door het periodiek aftreden van Otto 't Hooft van Benthuizen die had aangegeven niet herkiesbaar te zijn.

De zittingsperiode van de Eerste Kamer ging in op 18 september 1865. De zittingstermijn van de gekozen Kamerleden bedroeg negen jaar.
*1850 · 1853 · 1856 · 1859 · 1862 · 1865 · 1868 · 1871 · 1874 · 1877 · 1880 · 1883 · *1884 · 1887 (I) · *1887 (II) · *1888 · 1890 · 1893 · 1896 · 1899 · 1902 · *1904 · 1907 · 1910 · 1913 · 1916 · *1917 · 1919 · *1922 · *1923 · 1926 · 1929 · 1932 · 1935 · *1937 · *1946 · *1948 · 1951 · *1952 · 1955 · *1956 (I) · *1956 (II) · 1960 · *1963 · 1966 · 1969 · *1971 · 1974 · 1977 · 1980 · *1981 · *1983 · *1986 · 1987 · 1991 · 1995 · 1999 · 2003 · 2007 · 2011 · 2015 · 2019 · 2023

* algemene verkiezingen in verband met vervroegde ontbinding van de Eerste Kamer

vanaf 1987 bedraagt de vaste zittingstermijn van de Eerste Kamer vier jaar